# Андрей Гуляшки
Андрей Стоянов Гуляшки (болг. Андрей Стоянов Гуляшки; нар. 7 травня 1914, Раковиця — пом. 3 липня 1995, Страсбург) — болгарський письменник та громадський діяч, найбільш відомий циклом детективно-шпигунських творів про Аввакума Захова.

## Біографія
Народився 7 травня 1914 року у селі Раковиці (натепер Видинської області). В дитячому віці перебрався з батьками до столиці країни — міста Софії, де навчався у гімназії, французькому торговому коледжі та Вільному університеті. Ще в юності почав співробітничати з лівими політичними силами та лівими періодичними виданнями, за що його виключили з гімназії. 1934 року вступив до Болгарської робітничої партії.
Після приходу до влади комуніністів 9 вересня 1944 року був функціонером у Болгарській комуністичній партії, редактором газети «Литературен фронт», кореспондентом центральної болгарської комуністичної газети «Работническо дело», редактором журналу «Септември», гололовним редактором журналу «Пламък» (1956–66) і журналу «Съвременник» (1972—1973), а також протягом двох років (1967—1969) директором Народного театру. Одночасно з 1956 року перебував на керівних посадах у Спілці болгарських письменників, спочатку у 1956—1962 роках секретарем спілки, пізніше заступником голови спілки. Також був депутатом кількох скликань Народних зборів Болгарії. 
Останні роки життя провів у Сопоті. Помер 3 липня 1995 року у французькому місті Страсбурзі.

## Творчість
Літературну творчість розпочав ще в 1930-х роках. Першим його опублікованим романом став «Дон Кіхот у Сельвеції» (болг. Дон Кихот от Селвеция), який вийшов друком у 1936 році. Перші літературні твори письменника переважно мають соціально-психологічну тематику, та написані під впливом тогочасної захдноєвропейської літератури.
Після Другої світової війни та приходу до влади в країні до комуністів у творчості письменника спостерігається перехід до позицій соціалістичного реалізму. Перші післявоєнні його твори «Молодий місяць» (болг. Новолуние) і «Сліди на снігу» (болг. Стъпки в снега) описують події Другої світової війни з точки зору соціалістичної ідеології. Наступними його значними творами стала трилогія про село Ведрово, в якій описуються соціалістичні перетворення в післявоєнному болгарському селі, за перший з яких «МТ станція» (болг. МТ станция), який вийшов друком у 1950 році, письменник отримав Димитровську премію. У його доробку у післявоєнний час є також і психологічні твори, зокрема «Любов» (болг. Обич), «Сім днів нашого життя» (болг. Седемте дни на нашия живот), «Один день і одна ніч» (болг. Един ден и една нощ), «Романтична повість» (болг. Романтична повест). Також письменник є автором кількох історичних та пригодницько-історичних творів — «Золотий вік» (болг. Златният век) та «Мандрівник блукає світами» (болг. Скитник броди по света), сюрреалістично-сатирично-фантастичного роману в стилі антиутопії «Три життя Йосифа Димова» (болг. Трите живота на Иосиф Димов). Андрей Гуляшки є автором також двох соціальних драматичних творів «Болото» (болг. Блатото) й «Обіцянка» (болг. Обещание).
Найвідомішими творами письменника стали детективи із циклу творів про контррозвідника Аввакума Захова. Серія започаткована фактично ще в 1956 році повістю «Коштовний камінь» (болг. Скъпоценният камък) . Хоча в ній ще не діє головний герой серії болгарський контррозвідник Аввакум Захов, проте оповідь ведеться вже від імені студента-ветеринара Анастасія, у якому можна розпізнати Анастасія Букова, лікаря-ветеринара, який виконує роль у цій серії творів своєрідного доктора Ватсона. Аввакум Захов з'являється вперше в повісті «Контррозвідка», яка також видавалась під назвою «Випадок у Момчилові» (болг. Контраразузнаване, болг. Случаят в Момчилово), що вперше вийшла друком у 1959 році. Перші твори з цієї серії написані без будь-яких натяків на відступ від тогочасної соціалістичної ідеології. Проте в пізніших творах циклу, особливо в повісті «Остання пригода Авакума Захова» (болг. Последното приключение на Авакум Захов), помітна іронія та пародійність над тогочасними ідеологічними настановами. Особливе місце в цій серії творів займає повість «Аввакум Захов срещу 07» (болг. Аввакум Захов проти 07), у якій описується у пародійній формі поєдинок болгарського контррозвідника проти агента британської розвідки, у якому в зміненому прізвиську (через скаргу про недотримання авторських прав болгарським письменником) можна легко впізнати героя британських шпигунських романів Джеймса Бонда, відомого також як «Агент 007».

### Вибрана бібліографія

#### Пригоди Аввакума Захова
- Коштовний камінь (болг. Скъпоценният камък, 1956).
- Випадок у Момчилові (болг. Случаят в Момчилово, 1959).
- Пригода опіночі (болг. Приключение в полунощ, 1960).
- Однієї дощової осені (болг. През една дъждовна есен, 1961).
- Спляча красуня (болг. Спящата красавица, 1963).
- Мала нічна музика (болг. Малка нощна музика, 1965).
- Аввакум Захов проти 07 (болг. Аввакум  Захов срещу 07, 1966).
- Остання пригода Авакума Захова (болг. Последното приключение на Авакум Захов, 1976).
- Викрадення Данаї (болг. Открадването на Даная, 1978).
- Історія з собаками (болг. История с кучета, 1980).
- Убивство на вулиці Чехова (болг. Убийството на улица Чехов), 1985.

#### Інші твори
- Дон Кіхот у Сельвеції (болг. Дон Кихот от Селвеция, 1936).
- Село Ведрово (болг. Село Ведрово, 1952).
- Золотий вік (болг. Златният век, 1973).
- Мандрівник блукає світами (болг. Скитник броди по света, 1982).
- Кінець Лалелії (болг. Краят на Лалелия, 1987)

## Відзнаки
- Дві Димитровські премії (1951; 1959);
- Герой Праці із врученням ордена Георгія Димитрова (1974);
- Премія Івана Вазова.